# Campeonato Mundial de Atletismo Sub-20 de 2018 - Lançamento de dardo masculino
A prova do lançamento de dardo masculino do Campeonato Mundial de Atletismo Sub-20 de 2018 ocorreu entre os dias 13 e 14 de julho no Estádio de Tampere em Tampere, na Finlândia. 

## Recordes
Antes desta competição, os recordes mundiais e do campeonato nesta prova eram os seguintes:
|     | Nome           | Nacionalidade | Distância | Local     | Data                |
| --- | -------------- | ------------- | --------- | --------- | ------------------- |
| WJR | Neeraj Chopra  | Índia         | 86.48 m   | Bydgoszcz | 23 de julho de 2016 |
| CR  | Neeraj Chopra  | Índia         | 86.48 m   | Bydgoszcz | 23 de julho de 2016 |
| WJL | Anro van Eeden | África do Sul | 77.59 m   | Paarl     | 6 de abril de 2018  |

## Medalhistas
| Ouro             | Prata                | Bronze              |
| Nash Lowis (AUS) | Tzuriel Pedigo (USA) | Maurice Voigt (GER) |

## Cronograma
Todos os horários são locais (UTC+2).
| Data        | Hora  | Evento       |
| ----------- | ----- | ------------ |
| 13 de julho | 09:30 | Qualificação |
| 14 de julho | 15:25 | Final        |

## Resultados

### Qualificação
Qualificação: 72,00 m (Q) ou pelo menos melhor 12 qualificado (q) 
| Posição | Grupo | Atleta                   | Nacionalidade               | Tentativas | Tentativas | Tentativas | Marca | Notas |
| Posição | Grupo | Atleta                   | Nacionalidade               | 1          | 2          | 3          | Marca | Notas |
| ------- | ----- | ------------------------ | --------------------------- | ---------- | ---------- | ---------- | ----- | ----- |
| 1       | B     | Nash Lowis               | Austrália                   | 74.38      |            |            | 74.38 | Q,    |
| 2       | A     | Kristaps Jaunpujens      | Letónia                     | 73.93      |            |            | 73.93 | Q,    |
| 3       | A     | Teemu Narvi              | Finlândia                   | 71.47      | 73.52      |            | 73.52 | Q     |
| 4       | A     | Tzuriel Pedigo           | Estados Unidos              | 73.25      |            |            | 73.25 | Q,    |
| 5       | B     | Sahil Silwal             | Índia                       | 73.22      |            |            | 73.22 | Q     |
| 6       | B     | Anro van Eeden           | África do Sul               | 70.04      | 68.88      | 72.22      | 72.22 | Q     |
| 7       | B     | Maurice Voigt            | Alemanha                    | 71.49      | 66.00      | 66.94      | 71.49 | q,    |
| 8       | B     | Oleksiy Lepel            | Ucrânia                     | 67.45      | 70.91      | 68.56      | 70.91 | q,    |
| 9       | B     | Simon Wieland            | Suíça                       | 69.95      | x          | 70.84      | 70.84 | q,    |
| 10      | B     | Pedro Henrique Rodrigues | Brasil                      | 69.71      | 68.77      | x          | 69.71 | q     |
| 11      | A     | Jakob Nauck              | Alemanha                    | 67.79      | 65.92      | 69.60      | 69.60 | q,    |
| 12      | A     | Liu Zhekai               | China                       | 62.03      | 66.24      | 69.01      | 69.01 | q     |
| 13      | A     | Nikolay Orlov            | Atletas Neutros Autorizados | 68.30      | 63.63      | 68.88      | 68.88 |       |
| 14      | B     | Alexandru Stefan Grigore | Roménia                     | x          | 68.75      | 67.04      | 68.75 |       |
| 15      | A     | Pavlo Paliy              | Ucrânia                     | 68.41      | 67.40      | x          | 68.41 |       |
| 16      | A     | Cameron McEntyre         | Austrália                   | 63.45      | 67.25      | 68.19      | 68.19 |       |
| 17      | B     | Tom Egbers               | Países Baixos               | 65.42      | x          | 67.86      | 67.86 |       |
| 18      | A     | Leandro Ramos            | Portugal                    | 67.78      | x          | 67.09      | 67.78 |       |
| 19      | A     | Toygar İsmet Pekbak      | Turquia                     | 65.41      | x          | 67.18      | 67.18 |       |
| 20      | B     | Krišjanis Suntažs        | Letónia                     | 59.29      | 66.69      | x          | 66.69 |       |
| 21      | B     | Tyriq Horsford           | Trindade e Tobago           | 61.44      | 64.90      | 62.35      | 64.90 |       |
| 22      | A     | Oskar Trejgo             | Polónia                     | x          | x          | 63.58      | 63.58 |       |
| 23      | A     | Arshdeep Singh           | Índia                       | 61.62      | 62.56      | 63.05      | 63.05 |       |
| 24      | A     | Luiz Mauricio da Silva   | Brasil                      | 60.74      | 57.37      | 60.28      | 60.74 |       |
| 25      | B     | Masafumi Azechi          | Japão                       | 59.38      | 56.02      | 60.56      | 60.56 |       |
| 26      | B     | Taran Taylor             | Estados Unidos              | x          | 59.23      | 60.36      | 60.36 |       |

### Final
A prova final foi realizada no dia 14 de julho às 15:25. 
| Posição           | Atleta                   | Nacionalidade  | Tentativas | Tentativas | Tentativas | Tentativas | Tentativas | Tentativas | Marca | Notas           |
| Posição           | Atleta                   | Nacionalidade  | 1          | 2          | 3          | 4          | 5          | 6          | Marca | Notas           |
| ----------------- | ------------------------ | -------------- | ---------- | ---------- | ---------- | ---------- | ---------- | ---------- | ----- | --------------- |
| Medalha de ouro   | Nash Lowis               | Austrália      | 67.75      | 69.77      | 73.47      | 72.66      | 75.31      | 67.64      | 75.31 | Recorde pessoal |
| Medalha de prata  | Tzuriel Pedigo           | Estados Unidos | 71.46      | 70.30      | 70.98      | 68.96      | 73.27      | 73.76      | 73.76 | Recorde pessoal |
| Medalha de bronze | Maurice Voigt            | Alemanha       | 73.44      | 65.49      | 67.94      | 69.54      | x          | 65.88      | 73.44 | Recorde pessoal |
| 4                 | Sahil Silwal             | Índia          | 71.01      | 69.71      | x          | x          | x          | 72.83      | 72.83 |                 |
| 5                 | Pedro Henrique Rodrigues | Brasil         | 68.38      | 67.68      | x          | 72.34      | x          | 72.44      | 72.44 |                 |
| 6                 | Teemu Narvi              | Finlândia      | 70.04      | 70.95      | 71.50      | 71.71      | 70.85      | 70.47      | 71.71 |                 |
| 7                 | Jakob Nauck              | Alemanha       | 69.78      | 69.22      | 70.91      | 65.86      | 65.62      | 67.53      | 70.91 | Recorde pessoal |
| 8                 | Simon Wieland            | Suíça          | 64.31      | x          | 70.51      | 62.66      | 63.04      | 60.47      | 70.51 |                 |
| 9                 | Kristaps Jaunpujens      | Letónia        | 67.94      | x          | 64.63      |            |            |            | 67.94 |                 |
| 10                | Liu Zhekai               | China          | 64.95      | 67.21      | 67.90      |            |            |            | 67.90 |                 |
| 11                | Anro van Eeden           | África do Sul  | 65.08      | 65.51      | 63.34      |            |            |            | 65.51 |                 |
| 12                | Oleksiy Lepel            | Ucrânia        | 62.98      | x          | x          |            |            |            | 62.98 |                 |

Legenda
| Recorde mundial       | Recorde mundial (World record)               |                       | Recorde africano                      | Recorde africano (African) |                                           | Q | Classificado por posição (Qualified) |
| Recorde do campeonato | Recorde do campeonato (Championship record)  | Recorde da América    | Recorde da América (Americas)         | q                          | Classificado por melhor tempo (Qualified) |   |                                      |
| Melhor marca do ano   | Melhor marca do ano (World leading)          | Recorde asiático      | Recorde asiático (Asian)              | DNS                        | Não largou (Did not start)                |   |                                      |
| Recorde nacional      | Recorde nacional (National record)           | Recorde europeu       | Recorde europeu (European)            | DNF                        | Não terminou (Did not finish)             |   |                                      |
| Recorde pessoal       | Recorde pessoal do atleta (Personal best)    | Recorde da Oceania    | Recorde da Oceania (Oceania)          | DSQ / DQ                   | Desclassificado (Disqualified)            |   |                                      |
| Recorde da temporada  | Recorde da temporada do atleta (Season best) | Recorde sul-americano | Recorde sul-americano (South America) | NM                         | Sem marca (No mark)                       |   |                                      |